# Буксьер-о-Шен
Буксье́р-о-Шен (фр. Bouxières-aux-Chênes) — коммуна во французском департаменте Мёрт и Мозель, региона Лотарингия. Относится к кантону Мальзевиль.

## География
Расположен на северо-востоке от Нанси на дороге в Номени. Буксьер-о-Шен — одна из наиболее больших коммун департамента Мёрт и Мозель по занимаемой территории, которая составляет 2000 га. Окружёна виноградниками и мирабелевыми садами. Городская застройка появилась лишь в 1970 годах.

## Демография
Население коммуны на 2010 год составляло 1402 человека.
| 1962 | 1968 | 1975 | 1982 | 1990 | 1999 | 2010 |
| ---- | ---- | ---- | ---- | ---- | ---- | ---- |
| 656  | 780  | 1002 | 1293 | 1284 | 1310 | 1402 |